# Bulgária közigazgatása
Bulgária területe 28 megyére (bolgárul област [oblaszt]) oszlik. A közigazgatás elsődleges szintje a megye, amelyet az 1999-es közigazgatási reform vezetett be (1999. január 8.) újra és az Eurostat hierarchiája szerint a NUTS-3-as szintnek felel meg. A mai megyék az 1959–1987 közötti időszak kerületeinek (окръг [okrăg]) felelnek meg néhány kisebb eltéréssel.
A jelenlegi 28 megye (többes számban области [oblasztyi]) a következő:
1. Blagoevgrad megye, székhelye Blagoevgrad
2. Burgasz megye, székhelye Burgasz
3. Dobrics megye, székhelye Dobrics
4. Gabrovo megye, székhelye Gabrovo
5. Haszkovo megye, székhelye Haszkovo
6. Kardzsali megye, székhelye Kardzsali
7. Jambol megye, székhelye Jambol
8. Kjusztendil megye, székhelye Kjusztendil
9. Lovecs megye, székhelye Lovecs
10. Montana megye, székhelye Montana
11. Pazardzsik megye, székhelye Pazardzsik
12. Pernik megye, székhelye Pernik
13. Pleven megye, székhelye Pleven
14. Plovdiv megye, székhelye Plovdiv
15. Razgrad megye, székhelye Razgrad
16. Rusze megye, székhelye Rusze
17. Sumen megye, székhelye Sumen
18. Szilisztra megye, székhelye Szilisztra
19. Szliven megye, székhelye Szliven
20. Szmoljan megye, székhelye Szmoljan
21. Szófia város, székhelye Szófia
22. Szófia megye, székhelye Szófia
23. Sztara Zagora megye, székhelye Sztara Zagora
24. Targoviste megye, székhelye Targoviste
25. Várna megye, székhelye Várna
26. Veliko Tarnovo megye, székhelye Veliko Tarnovo
27. Vidin megye, székhelye Vidin
28. Vraca megye, székhelye Vraca

Félreértésre adhat okot, hogy a közigazgatási egységek neve korszakonként változott.
A bolgár állam megalakulása után a kerület (okrăg) vált a közigazgatás fő szintjévé. Az 1901-es közigazgatási reform a kerületek számát 26-ról 12-re (Burgaszi, Sumeni, Kjusztendili, Pleveni, Plovdivi, Ruszei, Szófiai, Sztara Zagorai, Tărnovói, Várnai, Vidini, Vracai) csökkentette és (a Balkán-háborúk eredményeként rövid időre elfoglalt, ma Görögországhoz, Törökországhoz és Macedóniához tartozó területek szervezésétől eltekintve) az 1934-es közigazgatási átszervezésig ez így is maradt.
Ekkor a közigazgatási egységek neve is megváltozott (oblasztra), számukat pedig 7-re (Szófiai, Plovdivi, Sztara Zagorai, Burgaszi, Sumeni, Pleveni, Vracai) csökkentették. 1940-ben Bulgária visszakapta Romániától Dobrudzsa északi részét, amelyet a második Balkán-háborúban (1913) vesztett el. 1944-ben a háború befejeződésével két újabb oblasztot alakítottak ki; a Szófiai oblasztból leválasztva a Gorna Dzsumajait (1950-től Blagojevgrádi) és a Sumeni oblasztból (melynek a neve is megváltozott: Várnai oblasztra) a Ruszeit.
Az 1946-os újabb közigazgatási reform törvényesítette az 1944-es változtatásokat. 1949-ben az oblasztok nevét ismét okrăgra (kerületre) változtatták, számuk 12-re nőtt a Gorna Orjahovicai (1954-től Tărnovói), Sumeni és Haszkovói kerületek megalakulásával (ill. 2 évig  létezett a Vidini kerület, melyet 1951. január 2-án a Vracaihoz csatoltak). Néhány kerület nevét is megváltoztatták (A Várnai kerület 1949–1956 között Sztálini, a Sumeni 1950-től Kolarovgrádi néven szerepelt). Az 1950-es években a gazdasági körzetesítés (rajonizálás) keretében a közigazgatási reformtörekvések a nagyobb komplex gazdasági-közigazgatási körzetek (rajonok) kialakítását célozták. Az kerületek-járások rendszerét elavultnak tartották („polgári bázison alapulnak“), a körzetek kialakítását a komplexitás, az optimalitás, a nemzetközi gazdasági kapcsolatok, a csökkent távolságok és a munkaerő észszerű felhasználása elvén kívánták kialakítani (Beskov, 1957). Az 1959-ben végrehajtott átfogó közigazgatási átszervezés ezzel a törekvéssel épp ellentétes irányú volt, 28, a maival csaknem egyező kerületet és 2 kerületi jogú nagyvárost (Várna, Plovdiv) hoztak létre, ez utóbbiak csupán 1961-ig léteztek. A korábbi háromszintű közigazgatási rendszer kétszintűvé vált, a járásokat (okolija) megszüntették. Az új közigazgatási beosztást érő kritikák szerint az új kerületek túl kicsik (1959-hez képest az átlagos népességszám 516 ezer főről 261 ezerre csökkent). A tervgazdálkodásban fontos szerepet töltöttek be, a népgazdasági terveket ezen a szinten dolgozták ki.
Az 1950-es évek körzetesítése alapján kidolgozott új közigazgatási beosztás 1987 augusztusában lépett életbe. A kerületek összevonásával 9 (átlagosan 997 ezer lakosú) megyét (oblaszt) alakítottak ki (Szófia város, Szófia, Plovdiv, Haszkovo, Burgasz, Várna, Razgrád (1993-tól Rusze), Pleven, Mihajlovgrád (1991-től Montana) megye). A Topolovgradi kistérség Haszkovo megyéhez került, ez volt az egyetlen eset a korábbi kerületi határok átlépésére. A megyék kialakításánál olyan termelési komplexumok kialakítása volt a cél, melyeket valamely termelési ág kiemelkedő szerepe jellemez, és városi vonzáskörzetekből épül fel. Mindez az állami támogatási rendszer területi elosztásának megalapozását szolgálta (Bernek, 2000).
A rendszerváltással megváltozó politikai környezet és regionális politika új alapra helyezte a közigazgatási rendszer szerkezeti felépítését. Napirendre került a nagyméretű megyék megszüntetése. Az adminisztratív reform az 1987 előtti 28 egységes felosztáshoz tért vissza, az egységek elnevezésének megváltoztatásával (oblasztra). A korábbi Mihajlovgrádi és Tolbuhini kerületek új nevet kaptak (Montana és Dobrics). Haszkovo megye változtatta meg jelentősen területét a korábbihoz képest; a Topolovgradi és az Ivajlovgradi kistérségekkel bővítette területét (előbbi 1987 előtt Jambol, utóbbi Kărdzsali kerülethez tartozott). Lăki kistérség Szmoljan megyétől átkerült Plovdivhoz, Razgrad megye bizonyos területét (az egykori Szenovoi kistérséget) Ruszéhoz csatolták, a korábban Tărgoviste megyéhez tartozó Dralfa térségét viszont hozzácsatolták. A kialakított régi-új beosztás még egy alkalommal változott; 2000-ben a Knezsai kistérség Vraca megyétől Plevenhez került át.
Az Európai Unióhoz való közeledés jeleként azonban kialakítottak NUTS-2-es szintű régiókat is (zárójelben a hozzájuk tartozó megyék): Északnyugati – Szeverozapaden (Vidin, Vraca, Montana), Észak-Középső – Szeveren Centralen (Pleven, Lovecs, Gabrovo, Veliko Tărnovo), Északkeletii – Szeveroiztocsen   (Rusze, Razgrad, Tărgoviste, Sumen, Szilisztra, Dobrics, Várna), Délnyugati – Juzsnozapaden (Szófia, Pernik, Kjusztendil, Blagojevgrad), Dél-Középső – Juzsen-Centralen (Pazardzsik, Plovdiv, Szmoljan, Kărdzsali, Haszkovo, Sztara Zagora), Délkeleti – Juzsnoiztocsen (Burgasz, Jambol, Szliven). Ezek a régiók a hagyományos gazdasági nagykörzeteknek felelnek meg, jelenleg főként statisztikai szerepük van, jelentőségük azonban a várható EU-csatlakozás után előreláthatóan növekedni fog (a különféle támogatásokat főként NUTS-2-es szinten ítélik majd meg a csatlakozás után). Bulgária  továbbra is egyike Európa leginkább centralizált államainak, mivel a területi közigazgatás valamennyi szintjén a központi államtól függ, a megyék szerepe csupán a központi hatalom helyi képviselete, nincs valós önkormányzatuk (hasonló a helyzet például Romániában vagy Törökországban). A megyéknek például nincs saját zászlójuk vagy címerük, bár a regionális (megyei) identitás létezik, a regionalizmus tényleges kialakulása azonban még várat magára. Az EU-csatlakozás után várható ennek felerősödése, de (Magyarországhoz hasonlóan) kérdéses a megyék és a régiók jövőbeli szerepe.

## A kistérségi (obstina) szint és változásai
Bulgáriában 2003-ban 264 kistérséget (obstinát) találunk. Ezek az átlagosan 420 km2 területű és 31,4 ezer lakosú területi egységek az EU LAU-1-es (korábban NUTS-4-es) szintjének felelnek meg.
Mivel a bolgár önkormányzati rendszerben az obstinák alkotják a helyi közigazgatás legfontosabb elemét, ezért járásoknak is nevezhetnénk őket, azonban kis méretük (sok esetben csupán néhány szomszédos településre korlátozódnak, ilyen apró obstinákat főként Plovdiv környékén és a Zlaticai-medencében találunk) miatt inkább a kistérség elnevezést használjuk.  A magyarországi kistérségeknél a bolgárok kisebbek (átlagos területük 75%-a, lakosságszámuk mindössze 52%-a azoknak). A statisztikai számbavétel szerint Bulgáriában 2628 község (kmetsztvo) illetve 5333 település (naszelene meszto) található. Egy kistérségben átlagosan tehát 20 település és 10 község van. A kmetsztvo leginkább a magyar körjegyzőséghez hasonlítható.
Az obstina elnevezés (hasonlóan más balkáni országokhoz) a helyi közigazgatás legalsó szintjét jelölte, tehát a települések szintjét. Az elnevezés a közösség szóból ered, utalva a hagyományos balkáni faluközösségekre, melyek a török uralom alatt végig fennmaradtak. A mai értelemben vett obstinákat 1979-ben alakították ki, korábban az elnevezés a községnek felelt meg. 1880-ban még 1354 obstina volt, számuk azonban ezután folyamatosan csökkent 1934-ig. Az 1944-es közigazgatási reform 46%-kal, majd az 1946-os reform újabb 19%-kal növelte meg számukat. 1949-ben volt számuk a legmagasabb, 2178 obstina. Az ország településrendszerének jellegzetessége az ún. balkáni falutípus elterjedtsége – főként a hegyvidékeken, ahol a települések 1600 m-es tszf. magasságig felhatolnak (Enyedi, 1978). Az 1959-es reformmal az obstinák számának kevesebb mint a felére (959) csökkent.
1959 előtt a hagyományos, 19. sz.-i eredetű járási (okolija) rendszer is létezett. Ekkor, a járások megszüntetésekor 117 okolija létezett. Számuk 1901–1944 között folyamatosan növekedett (71-ről 100-ra), az 1946-os reform 5-öt megszüntetett, majd 1949-ben 22-t létrehoztak. Megszüntetésükkor átlagos lakosságszámuk 67 ezer fő volt, területük pedig 949 km2.
A járások megszüntetése után fokozatosan ráébredtek a kerületi és a települési szint közötti szint hiányára. A járásokat ugyan nem vezették be újra, viszont az obstinák összevonásával nagy méretű, gyakorlatilag a korábbi járásoknak  megfelelő közigazgatási egységeket (vagy településrendszereket) alakítottak ki az 1979-es újabb reform során. Ekkor 291 volt a számuk, majd 1981-re 300-ra nőtt, 1987-ig viszont 273-ra csökkent. A közigazgatási átalakítás ideológiai alapjait a BKP 1977. márciusi plénumán fektették le, az obstinákat az eljövendő kommunista önigazgatás sejtjeiként aposztrofálták. Kialakításuknál a fő szempont az volt, hogy egységes szociális szervezetet képezzenek, amelyben a településeket közös termelési tevékenység, közös szolgáltatási hálózat és egységes közlekedés egyesíti (Dinev-Misev, 1981). A kerületek megszüntetésekor a kistérségek intézménye továbbra is megmaradt. 1999-re 262-re csökkent a számuk. 1987-hez képest 50 kistérséget szüntettek meg. Ezek elsősorban rurális jellegű kistérségek voltak (mindössze 6-nak viselt a központja városi rangot), átlagos lakosságszámuk mindössze 7,5 ezer volt. A legtöbb kistérség a mai Kărdzsali (6) és Szmoljan (5) megyékben szűnt meg. A rendszerváltás után számos új kistérség jött létre, ezek elsősorban a korábbi Szrednegorie (a Zlaticai-medence sűrűn lakott iparvidéke) helyén (1991-ben Anton, Pirdop, Csavdar, Cselopecs, Mirkovo, Zlatica), valamint Plovdiv környékén (1999-ben Kricsim, Perustica, Sztambolijszki) alakultak. 1999 óta újabb két kistérség alakult, a Kukleni és a Szopoti, ezzel számuk 264-re nőtt.